# AMC (텔레비전 채널)

AMC는 미국의 케이블 텔레비전 채널로, 영화 관련 채널이다.
1984년 American Movie Classics라는 이름으로 개국하였고, 주로 고전 영화를 방송하였으나, 2002년부터 방송에서의 고전 영화의 비중이 낮아지고 자체 프로그램, 시리즈 등을 방송하기 시작하면서 AMC는 고전 영화 채널이 아닌 오리지널 프로그램을 다루는 영화 채널이 되었다. 대한민국에서는 2017년 4월 11일 개국하였다.

## 방영 중인 프로그램

### 드라마
- 워킹 데드(2010 - 현재)

### 예능
- Talking Dead (2011 – 현재)
- Comic Book Men (2012 – 현재)

## 이전 방영 프로(드라마)
- Remember WENN(1996-1998)
- The Lot(1999-2001)
- Broken Trail(2006)
- 매드맨(2007 – 2015)
- 브레이킹 배드(2008 – 2013)
- The Prisoner(2009)
- Rubicon(2010)
- 헬 온 휠즈(2011 – 2016)
- 킬링(2011 – 2014)
- Low Winter Sun(2013)

## 이전 방영 프로(예능)
- The Movie Masters (1989-1990)
- DVD TV (2002-2008)
- Shootout (2003-2008)
- FilmFakers (2004)
- Movies That Shook the World (2005)
- Small Town Security (2012 – 2014)
- The Pitch (2012 – 2013)
- Freakshow (2013 – 2014)
- Immortalized (2013)
- Showville (2013)
- Talking Bad (2013)
- Owner's Manual (2013)